# Temnoschelia
Temnoschelia – rodzaj chrząszczy z rodziny Trogossitidae i podrodziny Trogossitinae.

## Morfologia

### Owady dorosłe
Ciało długości od 9 do 26 mm, wydłużone. Głowa o szwie gularnym zredukowanym, a czołowo-nadustkowym nieobecnym. Na czole podłużne dołeczki lub zagłębienia. Po bokach brzusznej strony głowy obecne kępki długich szczecinek. Na brzusznej stronie żuwaczek obecne dwa wierzchołkowe ząbki. Przedplecze wydłużone. Przednie panewki biodrowe zewnętrznie zamknięte, a wewnętrznie otwarte. Środkowe panewki biodrowe otwarte. Pokrywy regularnie punktowane. Komórka radialna tylnych skrzydeł trójkątna.

### Larwy
Ramiona czołowe V-kształtne. Szwy gularne równoległe. Przetchlinek obecnych 5. Na żuwaczkach dwa ząbki wierzchołkowe. Głaszczki szczękowe trójczłonowe. Przedbródek jednoczęściowy z wyciągniętą przednią krawędzią. Pierwszy i drugi człon czułków wydłużone. 9 tergit odwłoka spłaszczony. Urogomfy haczykowate.

## Biologia i ekologia
Drapieżniki polujące na owady ksylofagiczne.

## Rozprzestrzenienie
Większość gatunków zamieszkuje Ameryki, a tylko kilka występuje w Palearktyce. Niektóre wykazują tendencje do kosmopolityzmu.
W Polsce występuje tylko T. caerulea.

## Taksonomia
Rodzaj opisany został w 1830 roku przez Johna Obadiah Westwooda. Gatunkiem typowym został Trogossita caerulea Olivier, 1790.
Opisano 104 gatunki z tego rodzaju:
- Temnoschelia acuta LeConte, 1858
- Temnoschelia aenea Olivier, 1790
- Temnoschelia aerea
- Temnoschelia alticola Sharp, 1891
- Temnoschelia aureola Reitter, 1875
- Temnoschelia aurora Reitter, 1875
- Temnoschelia barbata
- Temnoschelia bedeli Léveillé, 1889
- Temnoschelia belti Sharp, 1891
- Temnoschelia biolleyi Léveillé, 1903
- Temnoschelia boboensis Sharp, 1891
- Temnoschelia boliviensis Léveillé, 1903
- Temnoschelia borrei Reitter, 1875
- Temnoschelia brevior Léveillé, 1889
- Temnoschelia caerulea Olivier, 1790
- Temnoschelia chalcea Kirsch, 1873
- Temnoschelia championi Sharp, 1891
- Temnoschelia chevrolati Reitter, 1875
- Temnoschelia chiriquensis Sharp, 1891
- Temnoschelia chlorodia Mannerheim, 1843
- Temnoschelia chrysosterna Reitter, 1875
- Temnoschelia colossus Serville, 1828
- Temnoschelia corinthia Reitter, 1875
- Temnoschelia costaricensis Sharp, 1891
- Temnoschelia curta Léveillé, 1889
- Temnoschelia davidi Léveillé, 1898
- Temnoschelia dendrobia Gistl et Bromme, 1850
- Temnoschelia derasa Sharp, 1891
- Temnoschelia diffinis Sharp, 1891
- Temnoschelia digitata Sharp, 1891
- Temnoschelia doumerci Serville, 1828
- Temnoschelia dryadis Reitter, 1875
- Temnoschelia ebenina Blanchard, 1875
- Temnoschelia edendata Schaeffer, 1918
- Temnoschelia exarata Sharp, 1891
- Temnoschelia festiva Serville, 1828
- Temnoschelia foveicollis Reitter, 1875
- Temnoschelia fraudulenta Sharp, 1891
- Temnoschelia fulgidovittata Blanchard, 1875
- Temnoschelia geminata Sharp, 1891
- Temnoschelia gigantea Reitter, 1875
- Temnoschelia gloriosa Reitter, 1875
- Temnoschelia grandis Sharp, 1891
- Temnoschelia grilloi Léveillé, 1905
- Temnoschelia grouvellei Léveillé, 1889
- Temnoschelia guatemalana Sharp, 1891
- Temnoschelia hubbardi Léveillé, 1889
- Temnoschelia insignis Reitter, 1875
- Temnoschelia jansoni Léveillé, 1889
- Temnoschelia japonica Reitter, 1875
- Temnoschelia jekeli Reitter, 1875
- Temnoschelia kirschi Reitter, 1875
- Temnoschelia laevicollis Reitter, 1875
- Temnoschelia laticollis Reitter, 1875
- Temnoschelia lebasi Reitter, 1875
- Temnoschelia leveillei Sharp, 1891
- Temnoschelia lucens Reitter, 1875
- Temnoschelia metallica Percheron, 1835
- Temnoschelia mirabilis Reitter, 1875
- Temnoschelia miranda Sharp, 1891
- Temnoschelia nigritarsis Léveillé, 1889
- Temnoschelia obscura Reitter, 1875
- Temnoschelia obsoleta Reitter, 1875
- Temnoschelia obtusicollis Reitter, 1875
- Temnoschelia olivacea Reitter, 1875
- Temnoschelia olivicolor Léveillé, 1889
- Temnoschelia omolopha Barron, 1971
- Temnoschelia parva Léveillé, 1889
- Temnoschelia patricioi Kirsch, 1881
- Temnoschelia peruviana Léveillé, 1907
- Temnoschelia planicollis Sharp, 1891
- Temnoschelia planipennis Léveillé, 1889
- Temnoschelia polita Chevrolat, 1833
- Temnoschelia pollens Sharp, 1891
- Temnoschelia polygonalis Léveillé, 1899
- Temnoschelia portoricensis Léveillé, 1907
- Temnoschelia praeterita Sharp, 1891
- Temnoschelia punctatissima Reitter, 1875
- Temnoschelia punicea Reitter, 1875
- Temnoschelia quadricollis Reitter, 1875
- Temnoschelia querula Sharp, 1891
- Temnoschelia reitteri Kirsch, 1885
- Temnoschelia reversa Sharp, 1891
- Temnoschelia rhyssa Barron, 1971
- Temnoschelia rugulosa Kirsch, 1873
- Temnoschelia sallei Léveillé, 1889
- Temnoschelia salvini Sharp, 1891
- Temnoschelia sculpturata Reitter, 1875
- Temnoschelia sharpi Léveillé, 1894
- Temnoschelia smithi Sharp, 1891
- Temnoschelia splendida Gory, 1831
- Temnoschelia steinheili Reitter, 1875
- Temnoschelia stipes Sharp, 1891
- Temnoschelia subcylindrica Léveillé, 1907
- Temnoschelia sulcifrons Sharp, 1891
- Temnoschelia sulcisternum Léveillé, 1889
- Temnoschelia suturata Reitter, 1875
- Temnoschelia telemanensis Sharp, 1891
- Temnoschelia tristis Mulsant et Rey, 1853
- Temnoschelia urbensis Sharp, 1891
- Temnoschelia varians Guérin, 1846
- Temnoschelia variicolor Léveillé, 1889
- Temnoschelia virescens Fabricius, 1775
- Temnoschelia yuccae Crotch, 1874